# Riu Komoé
El riu Komoé o Comoé és un riu de l'Àfrica occidental.

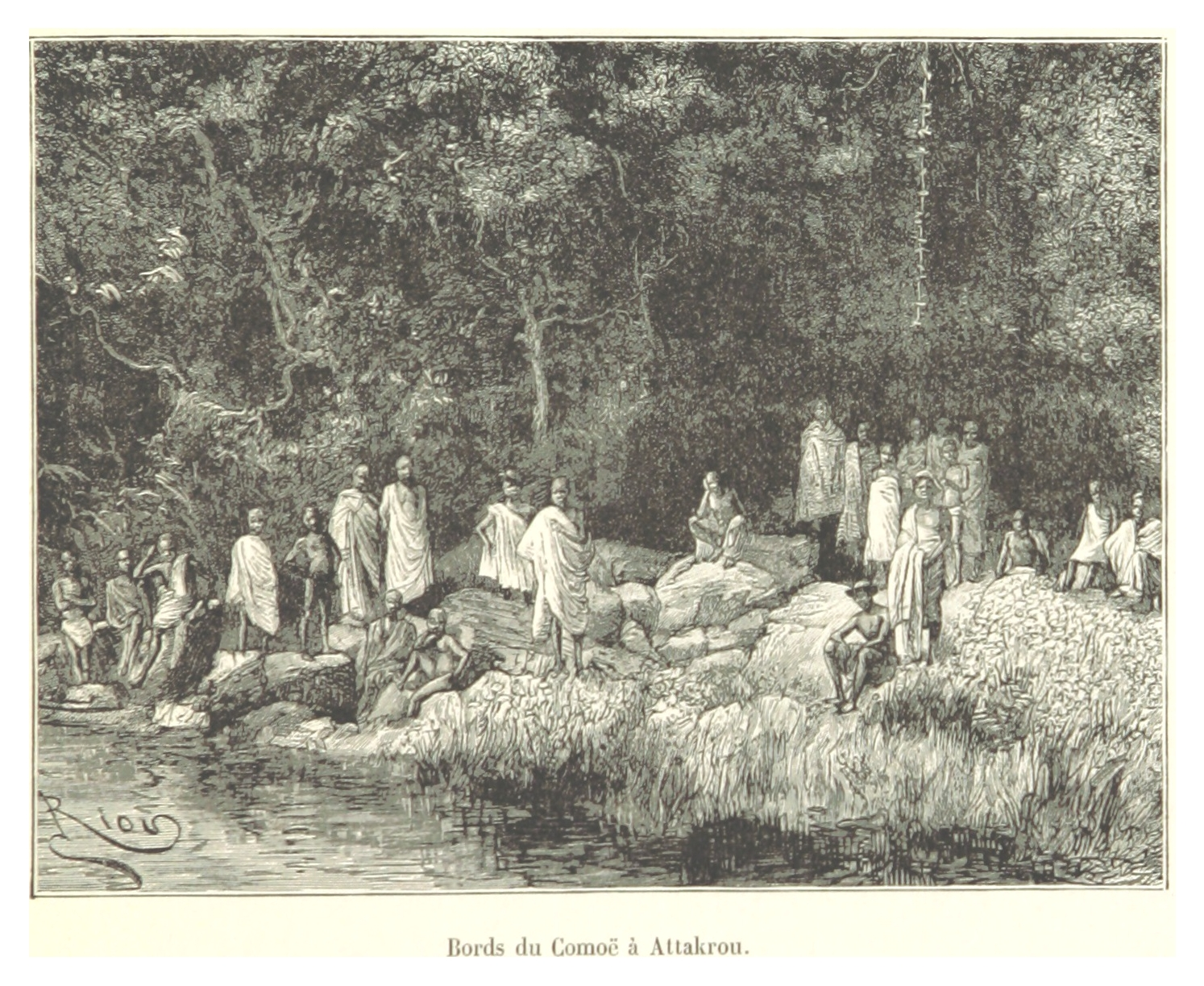
Vora el riu Komoé, 1892

El riu neix a l'altiplà de Sikasso de Burkina Faso, flueix a través de les Cascades de Karfiguéla, forma una petita secció de la frontera entre Burkina Faso i Costa d'Ivori fins que entra a Costa d'Ivori, on és el principal desguàs per a la part nord-est d'aquell país abans de desembocar a l'Atlàntic. Les ribes del Komoé estan ombrejades per boscos de ribera al llarg de la major part de la seva longitud, proporcionant un hàbitat important per a la vida salvatge i una font d'aigua agrícola. On es formen planes inundables fiables a Costa d'Ivori, es pot conrear arròs. Una part del riu al nord de Costa d'Ivori és la font de la riquesa vegetal que va fer que aquesta zona sigui declarada Patrimoni de la Humanitat per la UNESCO, el Parc Nacional de Comoé.

## Curs

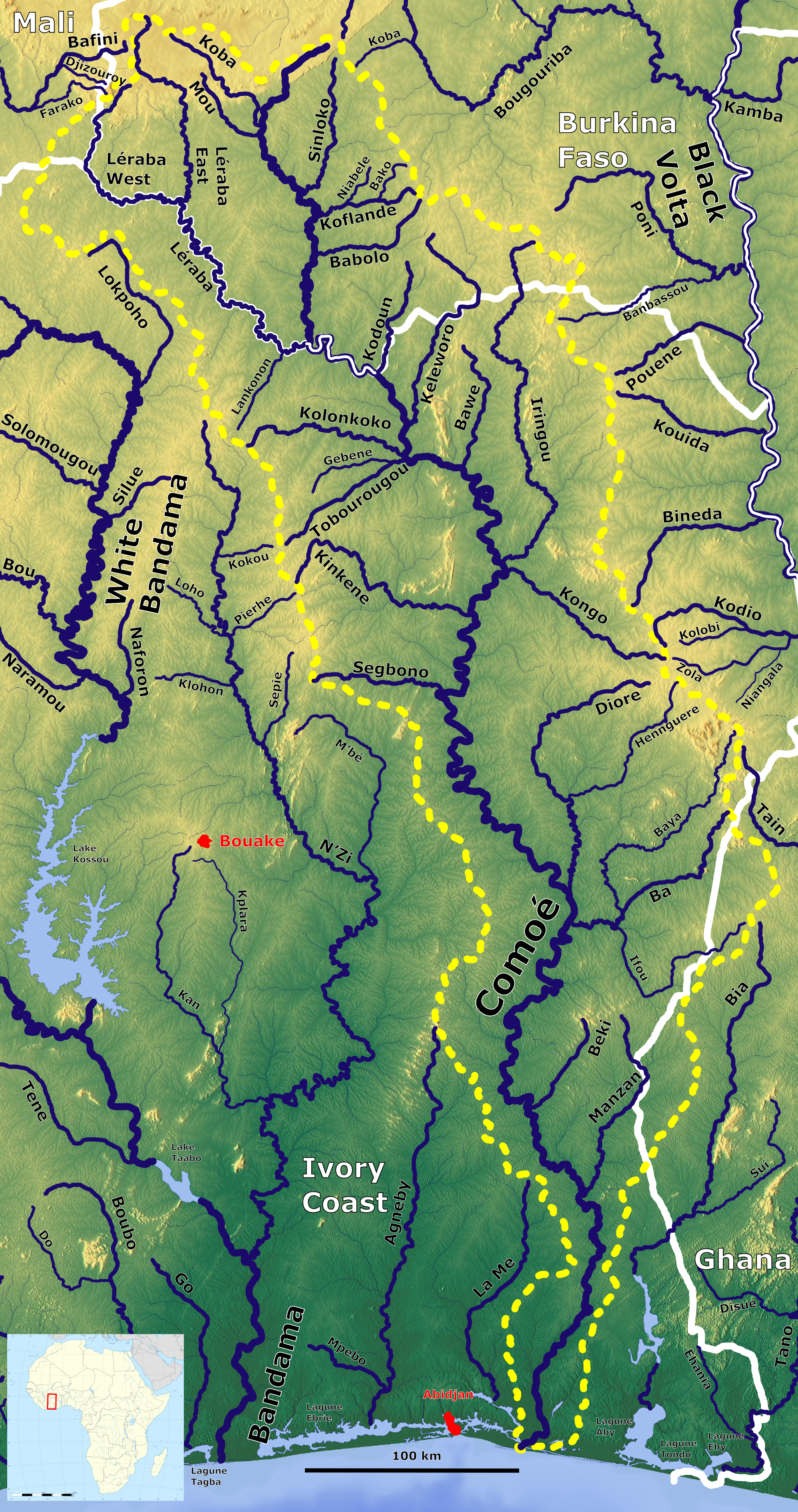
Curs del riu Komoé

El riu Komoé té aproximadament 759 km de llargada. Neix a l'altiplà de Sikasso i als turons de Sindou fluint cap al sud sobre diverses cataractes amb diverses caigudes, incloses les "Chutes de la Komoé" i les cascades de Karifiguela. Riu amunt de les cascades de Karifiguéla es coneix localment com el riu Koba. A 09°42′11″N 004°35′10″W s'uneix per la dreta (oest) pel riu Léraba, després flueix al sud-est i forma la frontera entre Burkina Faso i Costa d'Ivori durant uns 60 quilòmetres, abans d'entrar a Costa d'Ivori quatre quilòmetres al sud-oest del poble de Balanfodougou.
A Costa d'Ivori, continua cap al sud-est, passant pel Parc Nacional de Comoé, formant la frontera entre el districte de Zanzan i el districte de Savanes. A 09°10′26″N 003°53′33″W gira cap al sud travessant l'est de Costa d'Ivori i desembocant a l'extrem oriental del complex de la llacuna Ébrié i, finalment, al golf de Guinea prop del port de Grand-Bassam.